# Венёвский краеведческий музей
Венёвский краеведческий музей — находится в Венёве, Тульской области, расположен в здании Каменных палат, памятника архитектуры федерального значения конца XVII — начала XVIII веков.
В конце XVIII века здание, где теперь располагается краеведческий музей, принадлежал купцу Фёдору Расторгуеву. В 1804 году здание приобрел городской магистрат за 400 рублей серебром у помещиков Сонцевых и оно было переименовано в «городской общественный дом». Здесь в разные периоды размещались городская дума, управа, суд и общественный банк. После революции 1917 года, здание Каменных палат в 1919 году отдали под районную библиотеку, где на 1-м этаже была детская библиотека, на 2-м для взрослых.

## История
В 1956 году впервые общественность подняла вопрос об открытии народного музея в Венёве. В 1973 году здание библиотеки передано народному музею и только в 1978 году на баланс музея поступили первые предметы. В этом же году был сделан заказ в Ленинградскую художественную мастерскую на большую картину «Подвиг политрука Поликарпова» и ряд графических портретов Героев Советского Союза, уроженцев Венёвского района. Первоначально музей был филиалом Тульского краеведческого музея, а в 1990 году стал самостоятельным.
С 1981 года краеведческий музей открыт для посещений и имел экспозиции, посвящённые Великой Отечественной войны 1941—1945 годов и городу-побратиму Велки Кртиш в Чехословакии. Впоследствии экспозиция расширялась и особый интерес вызывают материалы раскопок древнерусского города Корнике, могильных курганов XII-XIV веков и коллекция холодного оружия. На стенах музея выставлены картины художников, чья жизнь и творчество связано с Венёвским районом.
В музее располагаются пять экспозиционных залов:
- Зал древностей — в экспозиции археологические находки и предметы мезозойской эры и раннего палеолита. В коллекции: окаменелости, моллюски, морские жемчужницы, белемниты.
- Зал дворянского быта — представлена экспозиция дворянского быта помещиков Венёвского уезда.
- Зал купеческого и крестьянского быта — представлен самоткаными нарядами, предметами ремёсел, коллекцией жаровых и нагревательных утюгов, ткацким станком и др.
- Зал воинской славы — размещены различные схемы, документы и материалы периода Великой Отечественной войны 1941—1945 годов, повествующие об обороне и подвигах защитников Венёва.
- Выставочный зал — экспонируются временные выставки других музеев, в том числе и федеральных.

Основной фонд музея составляют 6.267 единиц, вспомогательный 2.288 единиц хранения, в которые входят: коллекция нумизматики, археологические артефакты, изделия из керамики и ткани, дерева, металла, в том числе и драгоценные, письменные и изобразительные источники.
Проводятся интерактивные мероприятия: «Каменные палаты», «От Древнего до современного Венёва», «Жили-были дед да баба», «Жил-был купец», «Православный календарь», «Новый год к нам идет», «Урок мужества».
К событийным мероприятиям можно отнести: Всероссийские акции «Ночь в музее», «Ночь искусств».
Музей интегрирован в туристические маршруты: «Большое путешествие в Венёв», «Военно-патриотический маршрут», «Православный маршрут».
По статистике музей посетили: в 2017 году 3.300 посетителей, в 2018 году 30.112 посетителей.

## В искусстве
- В созвездии быка — художественный кинофильм режиссёра Петра Ефимовича Тодоровского, снимался в здании музея.

## Ссылка
- Официальный сайт Венёвского краеведческого музея.